# Pristimantis delicatus
Pristimantis delicatus är en groddjursart som först beskrevs av Alexander Grant Ruthven 1917.  Pristimantis delicatus ingår i släktet Pristimantis och familjen Strabomantidae. IUCN kategoriserar arten globalt som otillräckligt studerad. Inga underarter finns listade i Catalogue of Life.